# Rust (video igra)
Rust je samo - Multiplayer preživljavačka video igra razvijena od strane FacePunch Studios za Windows, OS X i Linux.
Rust je originalno objavljen na Steam-ovom ranom pristupu, kao program 11.Decembra 2013 godine.
Rust je prvenstveno kreiran kao klon DayZ-a, popularni mod za ARMA 2 sa dodacima elemenata za kraftovanje.
Igra igraču daje zadatak da preživi u divljini tako što će kraftovati stvari, koristeći materijal koji prikupe ili ukradu; igrač počinje samo sa kamenom i bakljom. Igra ima samo mod za više igrača radi ohrabrivanja igrača da formiraju klanove sa drugim igračima.
Rejdovanje je uobičajena akcija, obično rađena od strane velikih klanova. Još od Rust-ove prve objave u alfi, životinje, lov i sposobnost kraftovanja opreme i oružija je dodat.
U početku je predstavljala zombije kao neprijatelje, ali kasnije su zamenjeni medvedima i vukovima. Radijacija je takođe bila uklonjena zbog frustracije igrača, ali je ponovo kasnije vraćena u igru. Kroz Rust alfa oslobađanje u prodaju, srela se sa raznim kritikama kroz poglede i biva upoređivana sa DayZ i Minecraft-om, da ima puno sličnosti. Međutim krajem 2015 godine, Rust je prodao preko 3 miliona kopija igrice.

## Gejmplej
Glavni zadatak u Rust-u je preživljavanje u okrutnom otvorenom svetu i njegovoj okolini. Životinje kao što su vukovi i medvedi predstavljaju opasnost novim igračima, ali glavna opasnost dolazi od drugih igrača. Borbe igrač na igrača su ostvarene lukom, oružijem na blizinu i napravljenim puškama. Meci i drugi projektili imaju svoj određeni domet. Postoje nekoliko različitih tipova municije za svako oružije. Osteta je merena korišćenjem "posmatrača udara", što znači da pogodak u glavu nanosi vise štete nego udarci u druge delove tela.
Nadogradnja oružiju kao što je hologram može biti korišćena kao prednost igraču. U cilju da preživi, igrač mora da pravi alat, baze (kuće)
i da se sprijatelji sa drugim igračima. Za razliku od drugih sandbox igrica Rust ima samo multiplayer mod.
Nakon startovanja novog lika igrač će imati samo kamen i baklju koje može koristiti da iseče drveće i da slomi delove minerala. U cilju da preživi u svetu, igrač mora da prikuplja resurse kao što su kamen i drvo i iskoristi ih da napravi alat, oružije i opremu. Igrač može da prikuplja svilu, hranu, kamen, metalni materijal, sulmor i drvo ubijajući životinje, kopajući minerale i sečući drva. Igrač je u mogućnosti da napravi svaku stvar u igri odmah, ali oni moraju iskoristiti određene komponente da bi napravili neku stvar. Komponente su razbacane širom mape, a neke mogu biti i napravljene.
Važan element u Rust-u su kutije za prvu pomoć koje izbacuju avioni. Oni se dešavaju nasumično ili mogu biti pozvani od strane drugih igrača koji koriste retke supply signale. Avionske kutije su palete sa zalihama opremljene padobranom. One su dostavljanje pomoću propeler aviona i mogu se videti sa extremno velikih distanca, sto rezultira da igrači ponekad trče ka avionu. Drugi bitni element u Rust-u su vojni helikopteri. Oni se stvore na nepoznatoj lokaciji i kružeći po mapi pucaju na opremljene igrače.
Igrači moraju biti dobro siti ili će u suprotnom umreti od gladi. Postoje drugi izazovi koje igrač susreće kroz gejmplej kao što je ronjenje, hipotermija i napadi iz divljine(najčešće od medveda i vukova). Specifične lokacije na mapi imaju radijaciju. Postoje 3 nivoa radijacije: slabi, srednji i veliki nivo. Igrači moraju da nose specijalno dizajniranu opremu, koja će ih štititi od radijacije.

## Izrada igre
Rust je u početku bio kao klon DayZ-a popularnog moda u ARMA 2, kao i neki elementi Minecraft-a. Garry Newman, šef FacePunch Studios rekao je : "Rust je počeo kao klon DayZ-a". Ali onda su odlučili da je ljudima dosta tuče sa zombijima. Praćenjem Alfa početka nadogradnja za Rust bila je ubačena dodavanjem mehanike kao što su životinje, lov, oprema, oruzije. U Februaru 2014 godine, zombiji su uklonjeni iz Rust-a i zamenjeni medvedima i vukovima. U ranijem razvoju igre izbor nije donet za populisanje sveta sa interesantnim lokacijama za istraživanje, već igra daje igračima da naprave takva mesta.
Developeri su ubacili umesto titula, kao što je slučaj u DayZ-u, glasovni sistem koji omogućava transmisiju igračevog glasa. Sa ovim sistemom mnogi igrači ne ubijaju druge igrače na vidiku iz straha.
U kasnoj 2014 godini izašao je novi eksperimentalni mod za Rust koji je rađen preko Unity 5 programa. Takođe je ubačen i Anti-cheat sistem koji je banovao preko 4,621 igrača. Oktobra 2014 godine, eksperimentalni mod prelazi u originalnu verziju igre.

## Spoljašnje veze
- Званични веб-сајт